# Hypena apicipuncta
Hypena apicipuncta là một loài bướm đêm trong họ Erebidae.